# Маниту (Манитоба)
Маниту (енгл. Manitou) је малена варош у јужном делу канадске провинције Манитоба у географско-статистичкој регији Пембина Вали.
Насеље основано у другој половини 19. века као Манитоба Сити је 1897. добило службени статус села, а од 1999. има и статус вароши.
Према резултатима пописа становништва из 2011. у варошици је живело 808 становника у 365 домаћинства, што је за 12,5% више у односу на 718 житеља колико је регистровано
приликом пописа 2006. године.

## Становништво
| 2011. |
| ----- |
| 808   |